# Иван Негришорац
Драган Станић (псеудоним: Иван Негришорац; Трстеник, 31. мај 1956) српски је песник, књижевни критичар, драматург, историчар књижевности, универзитетски професор и председник Матице српске.

## Биографија

### Школовање
Основну школу завршио је 1970. у Сиригу, а гимназију 1974. у Новом Саду. После завршетка студија књижевности на Филозофском факултету у Новом Саду 1979. темом „Неоавангарда и српско песништво (1968–1988)”. Магистрирао је 1991. и докторирао 2003. године на Филолошком факултету у Београду радом „Лирика Јована Дучића: семантичка анализа”.

### Каријера
Школску 1984/85. провео као лектор за српски језик на Мичигенском универзитету у Ен Арбору (САД). Радио је као драматург у Драмском програму Радио Новог Сада (1986–1988), као асистент на Филозофском факултету у Нишу (1988–1995) и Филозофском факултету у Новом Саду (1997–2004), где је биран у свим звањима од асистента до редовног професора. Живи у Новом Саду и као редовни професор на Филозофском факултету у Новом Саду предаје теорију књижевности и креативно писање поезије (од 2004).
Био је секретар Матице српске (1995–2004), главни и одговорни уредник Летописа Матице српске (2004–2012), а сад је председник Уређивачког одбора Српске енциклопедије (од 2008) и председник Матице српске (од 2012) у трећем мандату.

### Остало
Члан сарадник Матице српске је од 1983. и стални члан-сарадник од 1991. Члан је Друштва књижевника Војводине од 1983, Друштва новосадских књижевника од 2018. и почасни члан Друштва словачких писаца од 2017. године. Јануара 2022. изабран је за иностраног члана Академије наука и умјетности Републике Српске.
Био је члан уредништва или главни уредник у часописима Књижевни билтен / То јест, Писмо, Св. Дунав и Рад Матице српске. Од 2017. уређује Literary Links, часопис за српску књижевност и културу који излази на енглеском језику. Као главни и одговорни уредник Летописа Матице српске добио је Повељу за допринос обједињавању свесрпског културног простора на међународној културној манифестацији „Соколица” (Звечан 2005), а на манифестацији „Дани Корнела Сентелекија” Награду „Bazsalikom / Босиљак” за неговање српско-мађарских односа (Сивац 2011).
Говори енглески и руски, а служи се немачким, француским, словеначким и македонским језиком.

## Научно-истраживачки рад
У области науке о књижевности његова истраживања су усмерена ка теоријским и књижевноисторијским аспектима српске књижевности 20. века, али и ка културолошким аспектима српске књижевности даље прошлости, а највише 19. века. Изузетно активан у области књижевнокритичке делатности још од 1979. године, он је све до данашњих дана пратио највише песничку, али и приповедачку и романескну продукцију. Најзначајнији његови истраживачки резултати су: изучавање песништва српске модерне, а посебно опуса Јована Дучића (уз то и Диса, Пандуровића и др); специфичности српске културе као целине, а посебно криза културног и националног идентитета која се појављује код Црногораца (Његош, М. Бећковић, М. Ђилас, Д. Брајковић, С. Радуловић и др.); систематско проучавање поетике и стваралаштва најзначајнијих песника српске неоавангарде (М. Тодоровић, В. Решин Туцић, В. Деспотов, М. Петровић, Ј. Шалго и др.); песници историјске авангарде и њихове ауторске специфичности (Р. Петровић, М. Настасијевић, Р. Драинац, М. Ристић, М. де Були, А. Илић и др.); природа српског стиха и расправе о версификацији (Вук, Л. Милованов, десетерац, деветерац и др.); поетика и стваралачки домети значајних српских писаца друге половине 20. века (М. Селимовић, М. Павловић, Б. Петровић, А. Тишма, Д. Михаиловић, М. Данојлић, М. Павић, М. Капор, Р. П. Ного, М. Максимовић, Д. Новаковић, Ђ. Сладоје и др.). Свој предмет изучавања он конституише унутар архетипских токова и чврстих тематских вертикала које у новим историјским околностима мењају појавне облике, али задржавају темељну и трајну функцију без које се не може разумети суштинска природа српске књижевности и културе.

## Награде

### Књижевне
- Награда „Горан” за младе песнике, за књигу Трула јабука, 1981.
- Награда Друштва књижевника Војводине за књигу године, за књигу Абракадабра, 1990.
- Награда „Ђура Јакшић”, за књигу Везници, 1996.
- Унирексова награда, за драмски текст Видиш ли свице на небу?, 2006.
- Змајева награда, за књигу Потајник, 2007.
- Награда „Бранко Ћопић”, за књигу Светилник, 2010.
- Награда „Драинац”, за књигу Светилник, 2011.
- Награда „Жичка хрисовуља”, за књигу Светилник, 2011.
- Награда „Грачаничка повеља”, за књигу Светилник, 2012.[5]
- Награде „Меша Селимовић”, за књигу Камена чтенија, 2013.
- Награда „Печат времена”, за књигу Камена чтенија, 2014.
- Награда „Печат вароши сремскокарловачке”, за књигу Камена чтенија, 2014.
- Велика базјашка повеља, за књигу Камена чтенија, 2014.
- Награда „Повеља Мораве”, за књигу Камена чтенија, 2015.
- Награда „Деспотица Ангелина Бранковић”, за књигу Изложба облака, 2018.[6]
- Награда „Златни крст кнеза Лазара”, за књигу Изложба облака, 2018.[7]
- Награда „Слободан Костић”, за књигу Истрага предака: Искушења колективног и индивидуалног опстанка, 2019.[8]
- Специјална награда Сајма књига у Вишеграду, за књигу Истрага предака: Искушења колективног и индивидуалног опстанка, 2019.
- Награда „Ленкин прстен”, за књигу Огледала Ока Недремана, 2019.[9]
- Награда „Венац Лазе Костића”, за песму „Ленкин прстен”, 2020.[10]
- Награда „Стеван Пешић”, за књигу Огледала Ока Недремана, 2020.[11]
- Награда „Алекса Шантић”, за књигу Огледала Ока Недремана, 2021.[12]
- Награда „Одзиви Филипу Вишњићу”, за родољубиво песништво, 2022.[13]

Поводом Награде „Жичка хрисовуља” Драган Хамовић је приредио зборник критичких радова Иван Негришорац, песник (Краљево 2012).

### Друге награде
- Орден Светог цара Константина, 2013.
- Вукова награда Културно-просветне заједнице Србије, 2014.
- Признање „Бела голубица” Теслиног глобалног форума, 2016.
- Орден Константина Философа Словенске уније из Чешке, 2018.
- Орден Светог деспота Стефана Лазаревића, 2019.
- Награда АП Војводине „Михајло Пупин”, 2020.
- Златна медаља за заслуге Републике Србије, 2021.
- Медаља културе за животно дело, 2023.[14]

## Дела

### Књиге поезије
- Trula jabuka, Goranovo proljeće, Zagreb 1981.
- Ракљар. Желудац, Просвета, Београд 1983.
- Земљопис, Матица српска, Нови Сад 1986.
- Топло, хладно, Просвета, Београд 1990.
- Абракадабра, Матица српска, Нови Сад 1990.
- Хоп, Књижевна општина Вршац, Вршац 1993.
- Везници, Време књиге, Београд 1995.
- Прилози, изабране и нове песме, Orpheus, Нови Сад 2002.
- Потајник, ИП Филип Вишњић, Београд 2007.
- Светилник, Orpheus, Нови Сад 2010.
- Камена чтенија, Orpheus, Нови Сад 2013.
- Чтенија, изабране песме, Књижевна задруга Српског народног вијећа, Подгорица 2015.
- Матични млеч, Orpheus, Нови Сад 2016.
- Изложба облака, изабране и нове песме, Фондација Група север, Нови Сад 2017.
- Огледала Ока Недремана, Лагуна, Београд 2019.

Песме су му превођене на енглески, руски, немачки, француски, мађарски, румунски, словеначки, словачки, русински, македонски, чешки, грчки, јерменски, турски, кинески језик. На румунском језику, у преводу Јована Радина, Славомира Гвозденовића и Лучијана Алексијуа, изашла му је књига изабраних песама Conjucţii (Темишвар 2014); у преводу Мартина Пребуђиле на словачком се појавила књига Výstava oblakov (Братислава – Бачки Петровац 2017); на руском у преводу Н. Г. Јаковљеве и А. П. Ростокине Союзы и иные пространства (Москва 2017); а на грчком у преводу Исмене Радуловић књига Προσευχή για την χαρά τηζ ποιητικήζ τρέλας (Солун 2018).

### Роман
- Анђели умиру, Стубови културе, Београд 1998.

### Радио драме
- Фреди умире, 1989.
- Куц-куц, 1990.

### Позоришне драме
- Истрага је у току, зар не?, 2000.
- Видиш ли свице на небу?, 2006.

### Критичке студије
- Легитимација за бескућнике. Српска неоавангардна поезија: Поетички идентитет и разлике, Културни центар Новог Сада, Нови Сад 1996.
- Лирска аура Јована Дучића, Завод за уџбенике, Београд 2009.
- Истрага предака: Искушења колективног и индивидуалног опстанка, Књижевна задруга Српског народног вијећа – Фондација Група север, Подгорица – Нови Сад 2018.
- Његошевски покрет отпора, Књижевна задруга Српског народног вијећа – Фондација Група север, Подгорица – Нови Сад 2020.

### Приређивачки рад
Приредио је двадесетак књига, између осталих изабране песме Јована Дучића Пет кругова (1993, 2001) и Лирски кругови (1998), роман Добрице Ћосића Корени (2004), зборник радова о рецепцији Павићевог књижевног дела у свету Милорад Павић: Становник светске књижевности (2018) и Српска књижевност муслиманског културног кода (2020). Са Ј. Делићем, С. Шљукићем, С. Владушићем и Д. Хамовићем приредио зборник Српски културни простор: устројство, проблеми, вредности (2020), а са Ђ. Ђурићем зборнике Тако, а не иначе: Споменица о 150-годишњици пресељења Матице српске из Пеште у Нови Сад (2016) и Косово и Метохија: Јуче, данас, сутра (2018). Са С. Гордићем приредио је зборнике радова о поезији Алека Вукадиновића (1996), Јована Христића (1997), Даре Секулић (1998), Душка Новаковића (1999), Србе Митровића (2000), Мирослава Максимовића (2001), Живорада Недељковића (2003), Злате Коцић (2006), Николе Вујчића (2008), Мирослава Цере Михаиловића (2011), као и зборник Разговор о тајнама Бошка Петровића (2004). Са С.Кољевићем и Ј. Делићем приредио је зборник Повратак миру Александра Тишме (2005); а са Ђ. Деспићем зборнике о поезији Драгана Јовановића Данилова (2015), Небојше Деветака (2017) и Слободана Зубановића (2018).